# Phùng Bá Nguyên
Phùng Bá Nguyên (sinh ngày 18 tháng 1 năm 1995 tại Nam Kinh) là một cầu thủ bóng đá người Trung Quốc hiện tại thi đấu cho Giang Tô Tô Ninh tại Giải bóng đá Ngoại hạng Trung Quốc.

## Sự nghiệp câu lạc bộ
Năm 2016, Phùng Bá Nguyên bắt đầu sự nghiệp bóng đá chuyên nghiệp khi anh được đôn lên đội một của Liêu Ninh FC. Ngày 11 tháng 5 năm 2016, anh có trận đấu ra mắt và ghi bàn thắng đầu tiên cho câu lạc bộ trong chiến thắng 3-1 trước Thành Đô Tiền Bảo ở Cúp FA Trung Quốc 2016. Ngày 21 tháng 5 năm 2016, anh có màn ra mắt Giải bóng đá Ngoại hạng Trung Quốc trong thất bại 0-3 trên sân nhà trước Quảng Châu Hằng Đại.
Tháng 8 năm 2017, Phùng Bá Nguyên được cho đội bóng Giải vô địch quốc gia Croatia NK Rudeš mượn. Anh có màn ra mắt Giải vô địch quốc gia Croatia trong chiến thắng 1-0 trước NK Istra. Ngày 11 tháng 10 năm 2017, anh ghi một hat-trick trong chiến thắng 10-0 trước NK Mladost Buzin ở Zagreb's Cup.
Phùng Bá Nguyên trở lại Liêu Ninh FC, đội bóng vừa rớt hạng, phải xuống thi đấu ở Giải hạng Nhất Trung Quốc mùa giải 2018. Ngày 10 tháng 3 năm 2018, anh ghi bàn thắng đầu tiên ở Giải hạng Nhất trong chiến thắng 2-0 trên sân nhà trước Tân Cương Thiên Sơn Tuyết Báo.
Ngày 15 tháng 2 năm 2019, Phùng Bá Nguyên chuyển đến thi đấu cho đội bóng Giải bóng đá Ngoại hạng Trung Quốc Giang Tô Tô Ninh, ký hợp đồng có thời hạn bốn năm với câu lạc bộ.

## Thống kê sự nghiệp
Thống kê chính xác tính đến trận đấu diễn ra ngày 3 tháng 11 năm 2018.
| Thành tích câu lạc bộ | Thành tích câu lạc bộ | Thành tích câu lạc bộ              | Giải đấu | Giải đấu  | Cúp     | Cúp       | Cúp Liên đoàn | Cúp Liên đoàn | Châu lục | Châu lục  | Tổng cộng | Tổng cộng |
| Mùa giải              | Câu lạc bộ            | Giải đấu                           | Số trận  | Bàn thắng | Số trận | Bàn thắng | Số trận       | Bàn thắng     | Số trận  | Bàn thắng | Số trận   | Bàn thắng |
| --------------------- | --------------------- | ---------------------------------- | -------- | --------- | ------- | --------- | ------------- | ------------- | -------- | --------- | --------- | --------- |
| 2016                  | Liêu Ninh FC          | Giải bóng đá Ngoại hạng Trung Quốc | 1        | 0         | 2       | 1         | -             | -             | -        | -         | 3         | 1         |
| 2017                  | Liêu Ninh FC          | Giải bóng đá Ngoại hạng Trung Quốc | 4        | 0         | 1       | 0         | -             | -             | -        | -         | 5         | 0         |
| 2017-18               | NK Rudeš              | Giải vô địch quốc gia Croatia      | 4        | 0         | 3       | 0         | 2             | 3             | -        | -         | 9         | 3         |
| 2018                  | Liêu Ninh FC          | Giải hạng Nhất Trung Quốc          | 8        | 1         | 1       | 0         | -             | -             | -        | -         | 9         | 1         |
| Tổng cộng             | Tổng cộng             | Tổng cộng                          | 17       | 1         | 7       | 1         | 2             | 3             | 0        | 0         | 26        | 5         |

1. ↑  Số lần ra sân ở Zagreb's Cup